# Warrior Sound
Warrior Sound – trzeci album studyjny brytyjskiego zespołu The Qemists, wydany 4 marca 2016 roku przez Amazing Records. Pierwszym singlem promującym album jest wydany w 2013 roku utwór "No More".

## Lista utworów
1. "Our World" - 0:57
2. "Jungle" (feat. Hacktivist) - 3:34
3. "Run You" - 4:20
4. "Anger" (feat. Kenta Koie) - 4:27
5. "New Design" - 3:54
6. "No More" - 4:07
7. "Push the Line" (feat. Charlie Rhymes) - 3:54
8. "We Are the Problem" - 3:48
9. "Let It Burn" - 3:26
10. "Warrior Sound" - 3:53
11. "No Respect" (feat. Ghetts) - 4:41
12. "Requiem" - 4:14

Wydanie japońskie
1. "Lick the Lid" - 3:56